# Cleveland Browns 1961
La stagione 1961 dei Cleveland Browns è stata la 12ª della franchigia nella National Football League, la 16ª complessiva. La squadra terminò seconda nella NFL Eastern con un record di 8-5-1, terza nella NFL Eastern Conference. Il 22 marzo, Dave R. Jones cedette i Browns a un gruppo guidato da Arthur Modell.

## Calendario
| Stagione regolare |              |                        |           |          |
| Turno             | Data         | Avversario             | Risultato | Pubblico |
| 1                 | 17 settembre | at Philadelphia Eagles | S 20–27   | 60,671   |
| 2                 | 24 settembre | St. Louis Cardinals    | V 20–17   | 50,443   |
| 3                 | 1 ottobre    | Dallas Cowboys         | V 25–7    | 43,638   |
| 4                 | 8 ottobre    | Washington Redskins    | V 31–7    | 46,186   |
| 5                 | 15 ottobre   | Green Bay Packers      | S 17–49   | 75,042   |
| 6                 | 22 ottobre   | at Pittsburgh Steelers | V 30–28   | 29,266   |
| 7                 | 29 ottobre   | at St. Louis Cardinals | V 21–10   | 26,696   |
| 8                 | 5 novembre   | Pittsburgh Steelers    | S 13–17   | 62,723   |
| 9                 | 12 novembre  | at Washington Redskins | V 17–6    | 28,975   |
| 10                | 19 novembre  | Philadelphia Eagles    | V 45–24   | 68,399   |
| 11                | 26 novembre  | New York Giants        | S 21–37   | 80,455   |
| 12                | 3 dicembre   | at Dallas Cowboys      | V 38–17   | 23,500   |
| 13                | 10 dicembre  | at Chicago Bears       | S 14–17   | 38,717   |
| 14                | 17 dicembre  | at New York Giants     | P 7–7     | 61,084   |

## Classifiche
| NFL Eastern Conference |    |    |   |      |        |     |     |     |
|                        | V  | S  | P | %    | CONF   | PF  | PS  | STR |
| New York Giants        | 10 | 3  | 1 | .769 | 9–2–1  | 368 | 220 | P1  |
| Philadelphia Eagles    | 10 | 4  | 0 | .714 | 8–4    | 361 | 297 | V1  |
| Cleveland Browns       | 8  | 5  | 1 | .615 | 8–3–1  | 319 | 270 | P1  |
| St. Louis Cardinals    | 7  | 7  | 0 | .500 | 7–5    | 279 | 267 | V3  |
| Pittsburgh Steelers    | 6  | 8  | 0 | .429 | 5–7    | 295 | 287 | S1  |
| Dallas Cowboys         | 4  | 9  | 1 | .308 | 2–9–1  | 236 | 380 | S4  |
| Washington Redskins    | 1  | 12 | 1 | .077 | 1–10–1 | 174 | 392 | V1  |

Note: I pareggi non venivano conteggiati ai fini della classifica fino al 1972.